# Epipagis liparalis
Epipagis liparalis là một loài bướm đêm trong họ Crambidae.